# Iwanami Takuya
Iwanami Takuya (岩波 拓也, sinh ngày 18 tháng 6 năm 1994 ở Kobe, Hyogo, Nhật Bản) là một cầu thủ bóng đá người Nhật Bản. Anh thi đấu cho Urawa Red Diamonds.

## Thống kê sự nghiệp

### Câu lạc bộ
Cập nhật đến ngày 23 tháng 2 năm 2018.
| Câu lạc bộ  | Mùa giải | Giải vô địch | Giải vô địch | Cúp Hoàng đế Nhật Bản | Cúp Hoàng đế Nhật Bản | J. League Cup | J. League Cup | Tổng    | Tổng      |
| Câu lạc bộ  | Mùa giải | Số trận      | Bàn thắng    | Số trận               | Bàn thắng             | Số trận       | Bàn thắng     | Số trận | Bàn thắng |
| ----------- | -------- | ------------ | ------------ | --------------------- | --------------------- | ------------- | ------------- | ------- | --------- |
| Vissel Kobe | 2012     | 2            | 0            | 0                     | 0                     | 0             | 0             | 2       | 0         |
| Vissel Kobe | 2013     | 37           | 2            | 1                     | 0                     | -             | -             | 38      | 2         |
| Vissel Kobe | 2014     | 24           | 0            | 1                     | 0                     | 3             | 0             | 37      | 0         |
| Vissel Kobe | 2015     | 30           | 1            | 4                     | 1                     | 8             | 1             | 42      | 3         |
| Vissel Kobe | 2016     | 21           | 1            | 3                     | 0                     | 3             | 0             | 27      | 1         |
| Vissel Kobe | 2017     | 29           | 1            | 3                     | 0                     | 5             | 0             | 37      | 1         |
| Tổng        | Tổng     | 143          | 5            | 12                    | 1                     | 19            | 1             | 174     | 7         |